# Carlos Mérida

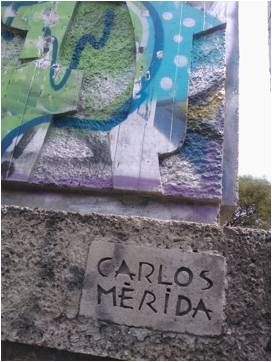

Carlos Mérida (ur. 2 grudnia 1891, zm. 21 grudnia 1984) – gwatemalski malarz.
W 1910 wyjechał do Europy, którą opuścił w 1914 po wybuchu I wojny światowej. w 1914. Od 1920 przebywał w Meksyku. Był autorem malowideł ściennych i mozaik, a w swej twórczości ulegał wpływom nie tylko kubizmu, ale i nawiązywał wielokrotnie do sztuki prekolumbijskiej.